# سد جبلوهو
سد جبلوهو (به لاتین: Djibloho Dam) یک سد وزنی و نیروگاه برقابی در گینه استوایی است که در وله نزا واقع شده‌است.